# Lernvideo
Ein Lernvideo ist ein Videofilm, der Lerninhalte an den Zuschauer vermitteln soll. Für den Unterricht oder für die Lehre produzierte Filme werden auch als Unterrichtsfilm oder Lehrfilm bezeichnet.

## Arten von Lernvideos
In Lernvideos können mehrere Methoden verwendet werden, um den Lernstoff zu vermitteln. Diese sind beispielsweise
- (Bildschirm-)Präsentationen
- Referate und Vorlesungen
- Erklärvideos
- Video-Anleitung und Tutorials
- Podcasts
- Sprach-Training
- Animationen und filmische Verarbeitung
- interaktive Spiele
- Aufgaben vorstellen und lösen
- Infotainment- und Edutainment-Inhalte (zum Beispiel Reportage oder Dokumentarfilm)

## Vor- und Nachteile der Videoform als didaktisches Medium
| Vorteile | Nachteile |
| --- | --- |
| - höhere Informationsdichte und Ansprechen mehrerer Reize aufgrund von Bewegtbildern und Sprache - Zeitbezug ermöglicht es, komplexe und dynamische Prozesse darzustellen - Inhalte lassen sich pausieren, zurück- und vorspulen (individuelles Lerntempo) - Anschaulichkeit und Arbeiten mit Emotionen und Immersion - zielgerichtete Steuerung der Aufmerksamkeit und Gestaltung von Interaktionen - lässt sich archivieren und teilen - im Internet oft kostenlos und frei zugänglich nutzbar und monetarisierbar | - Produktions- und Zeitaufwand - eventuell entstehen Kosten - setzt Techniken und technische Fähigkeiten voraus - persönlicher und individueller Bezug fehlt - Video ersetzt nicht Handlungen in der Realität - berieseln lassen, Inhalte werden geschaut, aber nicht trainiert und gelernt |

## Anwendung und Beispiele

### Lernvideo-Markt
Lernvideos sind auf Videoportalen wie YouTube beliebt, da sie meist kostenlos sind und dabei helfen, Inhalte besser zu verstehen. Bekannte Anbieter für solche Webvideos sind zum Beispiel die Khan Academy, The Simple Club, SchulLV, Crash Course, TED, Kurzgesagt – In a Nutshell, Flip the Classroom und sofatutor. Auch bei Zeitschriften können Lernvideos auf DVDs beigelegt werden. Eine eigene Reihe von Lernvideo-DVDs verkauft beispielsweise Video2brain.

### Lernvideos in der Lehre und Schulung
Im Bereich der Schul- und Hochschulbildung sowie der Weiter- und Fortbildung in Betrieben werden Lerrnvideos als Unterstützung und Ergänzung zu dem bereits Gelernten genutzt oder um die Inhalte auch in Videoform bzw. online verfügbar zu machen. Eine große Mehrheit von Studierenden wünscht sich die Verwendung von YouTube im Hochschul-Kontext. Im Präsenzunterricht werden Lernvideos verwendet, um Sachverhalte besser verständlich zu erklären und sich Themen zu widmen, die schwer in Worte gefasst werden können und bildlich erfasst werden müssen. Lernvideos können außerdem als Online-Nachhilfe und Nacharbeitung genutzt werden oder gemacht werden, um den Stoff selber besser zu verarbeiten. Für junge Menschen stellen sie dabei oft eine spannendere Alternative zu klassischen Lernmethoden dar. Zudem sind sie für die Konsumenten meist kostenlos und bringen den Produzenten aber meist trotzdem Geld durch Werbung ein. Als Ergänzung zu den Videoinhalten dienen meist Chats und Diskussionsbereiche.
Erklärvideos werden auch oft im Bereich Marktkommunikation, zum Beispiel für Marketingfilm, Produktfilm oder Imagefilm eingesetzt. Auch beim Erlernen von neuen Fähigkeiten wie Sportarten oder Fremdsprachen wird vermehrt auf Lernvideos gesetzt.  Durch Tabletcomputer und Smartphones können Lernvideos auch mobil geschaut werden (M-Learning). Des Weiteren können sie als Crashkurs oder Nachschlagewerk benutzt werden (z. B. für eine Funktion einer Software). Weiterhin kann ein Lernvideo genutzt werden um wiederholende Fragen, Probleme nicht immer wieder neu zu erklären (vgl. Frequently Asked Questions). Live-aufgezeichnete Lernvideos können zu einem Bestandteil eines Web-Seminars werden.

### Erstellung von Lernvideos
Zur Erstellung können neben klassischen Videobearbeitungsprogrammen auch Autorensoftware und Präsentationsprogramme wie Microsoft PowerPoint, Prezi oder Adobe Captivate zum Einsatz kommen.  Die Bildschirmaufnahme erfolgt durch ein Screencast-Programm. Zudem kann eine Kamera zum Aufzeichnen von bestimmten Dingen (wie Tafel- und Whiteboardmitschriften), ein Mikrofon zum Sprechen und Erklären der Sachverhalte und eine Webcam, um mit Mimik und Gestik zu arbeiten, verwendet werden. Zum Zeichnen können neben einem normalen Grafikprogramm auch spezielle Programme für Whiteboards, wie Open-Sankoré oder welche zum Erstellen von Schaubildern, wie einer Mind-Map verwendet werden. Unterstützt werden gesprochene Informationen und Texte durch weitere Videos, Bilder und Audiodateien.